# Robert Rydbeck
Claes Wilhelm Robert Rydbeck, född 21 oktober 1846 i Jönköping, död 16 april 1924 i Kalmar, var en svensk militär.
Robert Rydbeck var son till häradshövdingen Johan Axel Rydbeck och Margareta Elisabet Killander. Han blev underlöjtnant vid Smålands grenadjärbataljon (från 1888 kår) 1866,  löjtnant där 1874, kapten 1883, major 1894 och var chef för kåren 1894–1901. Rydbeck blev överstelöjtnant i armén 1898 och förflyttades som major till Karlskrona grenadjärregemente 1902. Han avgick från militärtjänsten 1903. Rydbeck blev riddare av Svärdsorden 1886.